# Уље од кикирикија
Уље од кикирикија је биљно уље које се добија од кикирикија. Уље је јаког укуса и ароме кикирикија. Често се користи у америчкој, кинеској и азијској кухињи, како за кување, тако и за додатни укус. 

## Историја
Због рационисања других уља, употреба лако доступног уља од кикирикија повећала се у САД током Другог свјетског рата.

## Употреба
Нерафинисано уље од кикирикија има димну тачку од 160 °C и користи се као ароматично средство за јела, слично уљу од сусама. Рафинисано уље од кикирикија има димну тачку од 234 °C, а обично се користи за пржење хране као што је помфрит.

### Друге намјене
Уље од кикирикија се, као и друга биљна уља, може користити за прављење сапуна процесом сапонификације. Уље од кикирикија је сигурно за употребу као уље за масажу. 

### Биодизел
На изложби у Паризу 1900. године, компанија „Otto”, на захтјев француске владе, показала је да се уље од кикирикија може користити као извор горива за дизел мотор; ово је била једна од првих демонстрација биодизел технологије.

## Нутритивни садржај
Према подацима Министарства пољопривреде САД, 100 g уља од кикирикија садржи 17,7 g засићених масти, 48,3 g мононезасићене масти и 33,4 g полинезасићених масти.